# Кер, Хосе
Хосе́ Кер-и-Марти́нес (исп. José Quer y Martínez; 1695—1764) — испанский ботаник.

## Биография
Хосе Кер родился 26 января 1695 года в Перпиньяне. Будучи военным врачом в испанской армии, в 1732 году посетил Африку, в 1733 году — Италию, где пользовался возможностью изучать местную флору. Основная часть образцов растений из Италии была утеряна при кораблекрушении.
В 1737 году переехал в Мадрид, где основал ботанический сад. В 1745 году снова отправился в Италию. В 1755 году при поддержке короля Фердинанда VI Кером был основан новый, более крупный ботанический сад, он стал его первым директором и профессором.
В 1762 году Кер-и-Мартинес издал первый том монографии флоры Испании, всего включившей 6 томов. Последние два были дописаны уже после смерти Кера другим ботаником Касимиро Гомесом де Ортега.
19 марта 1764 года Хосе Кер скончался.
В 1752 году шведский ботаник Пер Лёфлинг назвал именем Кера род растений Queria. Впоследствии это название было включено в синонимику рода Minuartia, названного Лёфлингом же в честь каталонского ботаника Жоана Минуарта.

## Некоторые научные работы
- Quer, J.; Gómez de Ortega, C. (1762—1784). Flora Española. 6 vols.

## Роды растений, названные в честь Х. Кера
- Queria [Loefl.] L., 1753 [syn.  Minuartia [Loefl.] L., 1753]